# مهارکننده بتا-لاکتاماز
بتا-لاکتامازها خانواده ای از آنزیم‌های درگیر در ایجاد مقاومت آنتی‌بیوتیکی در برابر آنتی‌بیوتیک‌های بتا-لاکتام هستند. آنها با شکستن حلقه بتا-لاکتام که ساختار اصلی  آنتی‌بیوتیک‌های پنی سیلینی را تشکیل می‌دهد، عمل می‌کنند. مهمترین روش‌های مبارزه با این شکل از مقاومت آنتی‌بیوتیکی شامل توسعه آنتی بیوتیک‌های جدید بتا-لاکتام است که در برابر تجزیه شدن مقاومت بیشتری دارند و روش دیگر توسعه مهارکننده‌های آنزیمی به نام مهارکننده‌های بتا-لاکتاماز(به انگلیسی: β-Lactamase inhibitor) است. اگرچه مهارکننده‌های بتا- لاکتاماز فعالیت آنتی بیوتیکی کمی دارند، اما از تخریب باکتریایی آنتی بیوتیک‌های بتا-لاکتام جلوگیری می‌کنند و بنابراین گستره باکتری‌هایی که داروها در برابر آنها مؤثر هستند را افزایش می‌دهند.

## باکتریهای تولید کننده بتا-لاکتاماز
برخی از باکتری‌هایی که می‌توانند بتا-لاکتاماز تولید کنند شامل موارد زیر هستند: 
- استافیلوکوک
  - MRSA (استافیلوکوکوس اورئوس مقاوم به متی‌سیلین)
- انتروباکتریاسیا : 
  - کلبسیلا پنومونیه
  - سیتروباکتر
  - Proteus vulgaris
  - مورگانلا
  - سالمونلا
  - شیگلا
  - اشرشیا کلی
- هموفیلوس آنفلوانزا
- نایسریا گونوره‌آ
- سودوموناس آئروژینوزا
- مایکوباکتریوم توبرکلوزیس